# La Codosera
La Codosera là một đô thị trong tỉnh Badajoz, Extremadura, Tây Ban Nha. Theo điều tra dân số 2006 (INE), đô thị này có dân số là 2269 người.